# Tour de Georgia
Die Tour de Georgia war ein US-amerikanisches Straßenradrennen.
Das sechstägige Etappenrennen fand von 2005 bis 2008 jährlich im April statt und führte durch den US-Bundesstaat Georgia. Während dieser Zeit zählte das Rennen zur UCI America Tour und war in die Kategorie 2.HC, welche die höchste unterhalb der ProTour darstellte, eingestuft. Damit war es, neben dem GP San Francisco und der Kalifornien-Rundfahrt, das höchst kategorisierte Rennen in Amerika. Die Königsetappe führte jährlich zum Brasstown Bald, dem höchsten Punkt in Georgia.

## Sieger
- seit 2009 nicht ausgetragen
- 2008  Kanstanzin Siuzou
- 2007  Janez Brajkovič
- 2006  Floyd Landis
- 2005  Tom Danielson
- 2004  Lance Armstrong (Disqualifikation)[1]
- 2003  Chris Horner